# Schettens
Schettens (Fries: Skettens, [’skɛtns]) is een dorp in de gemeente Súdwest-Fryslân, in de Nederlandse provincie Friesland. Schettens ligt tussen Witmarsum en Bolsward aan de Witmarsumervaart. Schettens werkt op veel fronten samen met het dorp Longerhouw, dat aan de andere kant van de snelweg is gelegen. In 2023 telde het dorp 240 inwoners. In het postcodegebied van het dorp ligt tevens de buurtschap Viersprong (Sotterum).

## Geschiedenis
Het dorp is oorspronkelijk ontstaan op een terp. De terp werd al vrij vroeg bewoond. In de middeleeuwen bestond het dorp uit enkele huizen op en rondom de terp, waaronder een kerk. 
In het buitengebied van het dorp waren enkele andere terpen gelegen, zoals de terp Sotterum wat later de buurtschap Viersprong is geworden. Bij de terp lag  de Osinga State die achtereenvolgens door de adellijke families Van Osinga en Van Aysma bewoond werd. Na het vertrek  van de laatste bewoner naar Zutphen in het begin van de 18e eeuw, is deze omgebouwd tot boerderij. De terp werd in de 19e eeuw afgegraven, in 2015 startte een archeologische opgraving Van de eveneens afgegraven terp Bittens zijn belangrijke vondsten bekend, zoals een geometrisch versierde pot.
Schettens ontwikkelde zich in de 19e eeuw tot een wegdorp aan de Van Osingaweg die is vernoemd naar de adellijke familie. Op het einde van de twintigste eeuw kreeg Schettens enige nieuwbouw, de Skelte van Aysmastrjitte die vernoemd is naar kolonel Schelte van Aysma, een bewoner van de Osinga State.
De oudste vermelding dateert mogelijk uit 885 waar het dorp als Sceddanuurthi werd vermeld. In 944 werd Schettens vermeld als Scettefurt. In 1335 als Scettinghen, in 1404 als Scettenze en Schettens..
De plaatsnaam kan duiden op een bewoonde hoogte, bewoond door een zekere Scetti.
Tot 2011 behoorde Schettens tot de voormalige gemeente Wonseradeel.

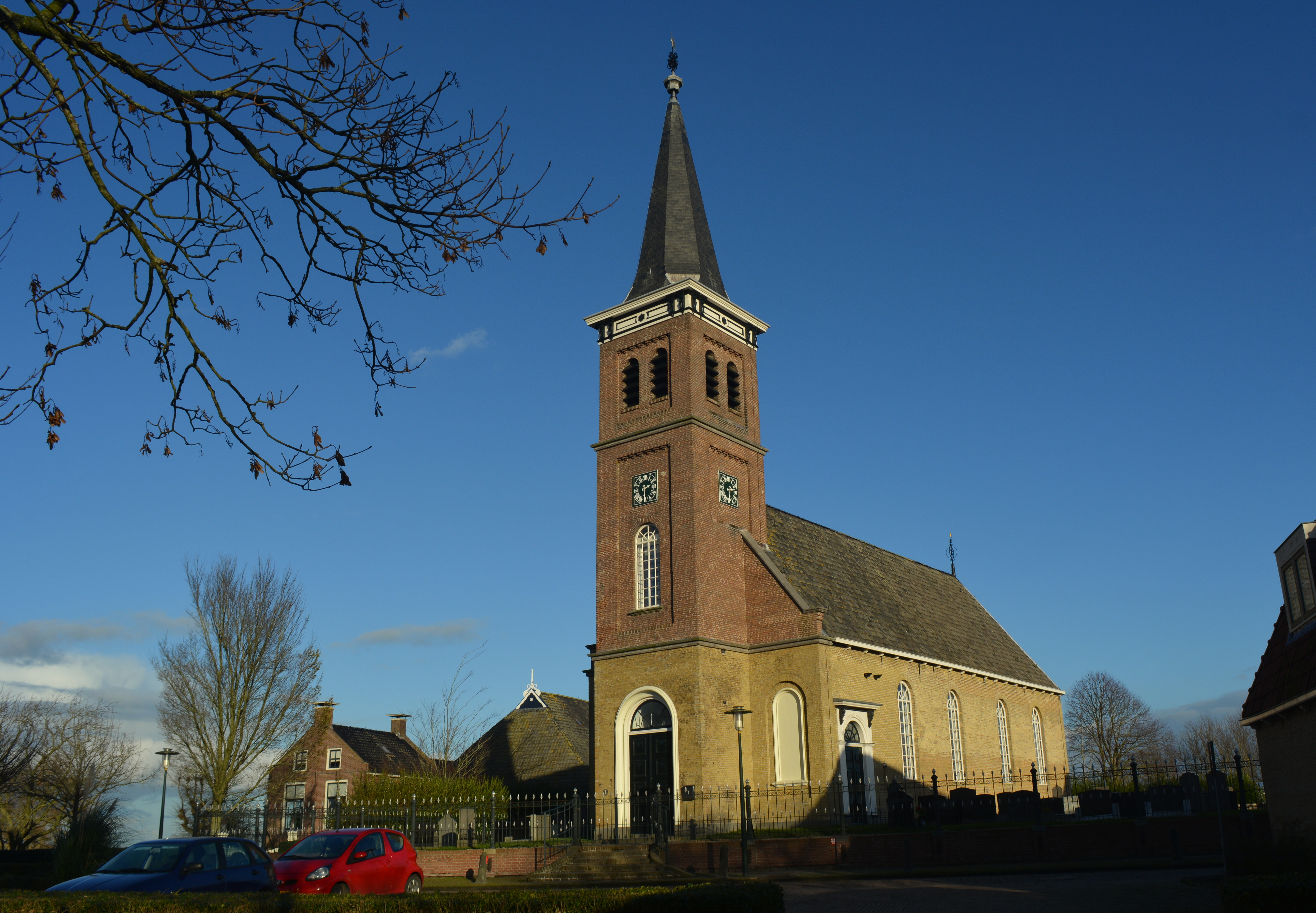
protestantse kerk

## Kerken
Het terpdorp heeft zowel een protestantse kerk als een gereformeerde kerk. Na 1580 vormden Schettens en Longerhouw samen een kerkelijke gemeente. De hervormde kerk dateert van 1865, maar op dezelfde plek stond al in de middeleeuwen een kerk die meerdere malen is verbouwd en herbouwd.
De gereformeerde kerk werd opgericht op 7 december 1888 in een houten schuur. Tot de werkelijke bouw van de kerk in 1907 werden de diensten vanuit deze schuur gehouden. Sinds 1988 wordt het gebouw van de voormalige gereformeerde kerk niet meer als kerk gebruikt.

## Sport

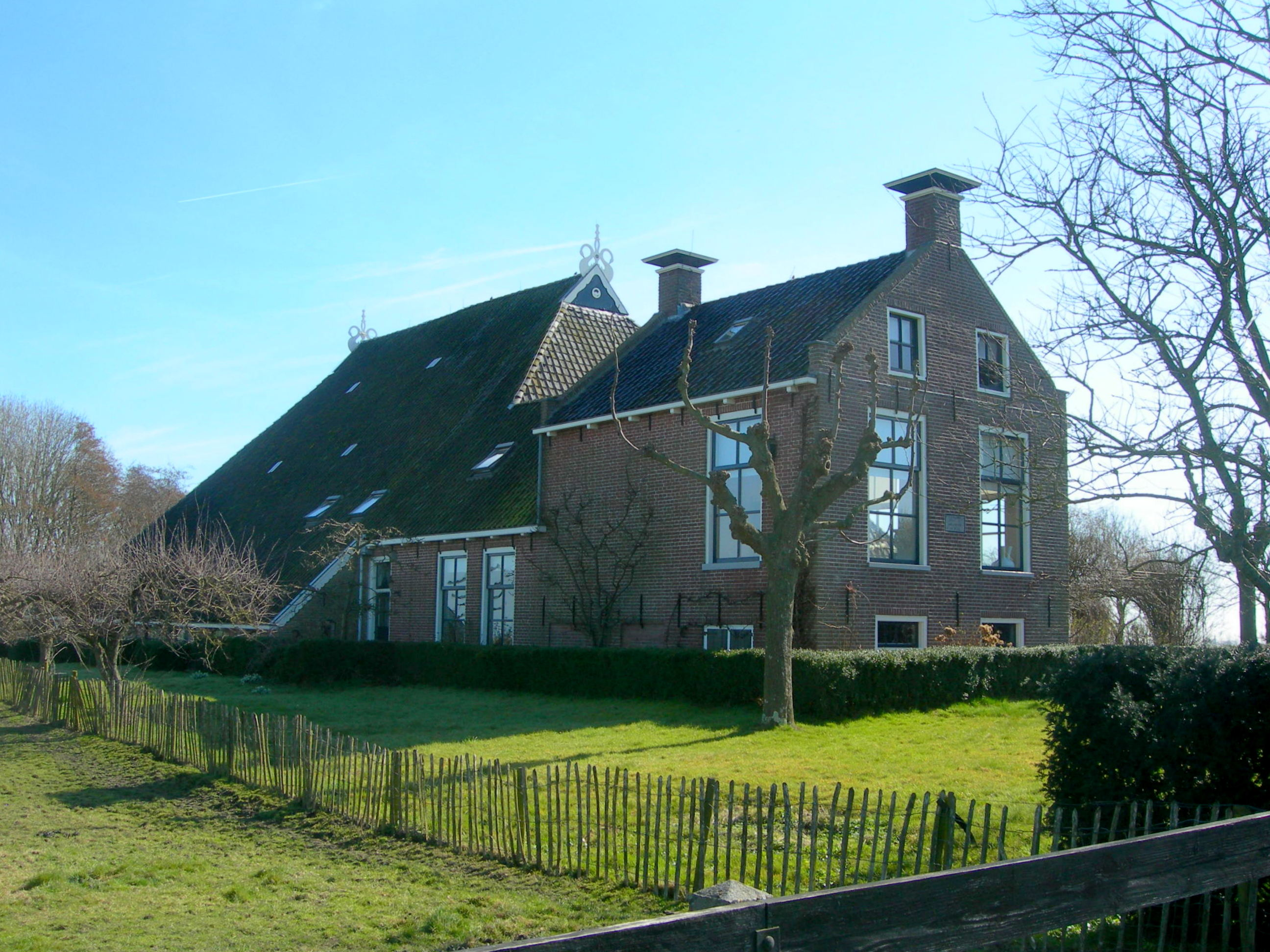
De Scertinghe State

Samen met het dorp Longerhouw heeft Schettens de sportvereniging SLS, afkorting van de Sportvereniging Longerhouw Schettens. De vereniging heeft onder meer een kaatsafdeling. Verder is er in het dorp een biljartclub.

## Cultuur
Het dorp heeft een dorpshuis met de naam De Terp. Verder is er een zangkoor en samen met Longerhouw een dorpskrant. Deze verschijnt sinds 1 september 1983 maandelijks. De krant heet de Viadukt, een verwijzing naar de letterlijke viaduktverbinding tussen beide dorpen, omdat de snelweg A7 de dorpen van elkaar scheidt.

## Skeltemania
Vanaf 2016 is er sprake van een 'skeltemania' in Schettens, toen de Helm van kolonel Schelte van Aysma werd herontdekt in de kerk aldaar. Het jaar erop werd de grafkelder van Van Aysma ontdekt tijdens de restauratie, die toegankelijk werd gemaakt voor publiek. In 2017/2018 werd er DNA onderzoek gepleegd op de gevonden schedels en kon uiteindelijk schedel nummer IV toe worden geschreven aan kolonel Schelte van Aysma. Dit laatste was mogelijk doordat er nog een allerlaatst familielid kon worden opgespoord, die vervolgens hetzelfde DNA bleek te hebben. Voor de landmacht was dit verhaal aanleiding om mee te werken aan een 'remake' van een 17e-eeuwse lijkstatie, waarbij Schelte van Aysma opnieuw werd bijgezet in de grafkelder in de kerk van Schettens. In september 2018 werkte het halve dorp mee aan een muziektheaterstuk over de kolonel, met de toepasselijke naam Skeltemania. Het stuk werd zes keer opgevoerd op de locatie van de voormalige Osinga State en de kerk.

## Onderwijs
Het dorp had een basisschool, De Trijetine. Deze school was er ook voor de kinderen uit Schraard en Longerhouw maar wegens een te laag aantal leerlingen moest de school na het schoolseizoen 2017-2018 sluiten.

## Aantal inwoners
| 1749 | 1954 | 1959 | 1964 | 1969 | 1974 | 2004 | 2009 | 2018 | 2021 | 2023 |
| ---- | ---- | ---- | ---- | ---- | ---- | ---- | ---- | ---- | ---- | ---- |
| 90   | 341  | 312  | 307  | 301  | 278  | 284  | 274  | 275  | 265  | 240  |

## Geboren in Schettens
- Hendrik Herman Douma (1911-1996), burgemeester
- Sytze Faber (1937-), politicoloog, bestuurskundige, journalist, columnist en politicus
- Gerrit Ybema (1945-2012), ambtenaar, politicus en ondernemer
- Aucke van der Werff (1953-), politicus